# Носенко Микола Анатолійович
Микола Анатолійович Носенко (1994—2022) — український військовослужбовець, головний сержант Національної гвардії України. Служив у 4-й бригаді оперативного призначення «Рубіж» НГУ. Учасник російсько-української війни, що відзначився і загинув у ході російського вторгнення в Україну. Герой України (посмертно).

## Життєпис
Народився 3 серпня 1994 року в місті Свердловськ Луганської області, в багатодітній родині, в якій було семеро дітей. Потім проживав в селі Вертіївка, поблизу міста Ніжин Чернігівської області. Згодом, у 2003 році сім'я переїхала до селища Добрянка Чернігівської області, де Микола був зарахований учнем другого класу до Добрянської загальноосвітньої школи. 
Після школи здобув робочу спеціальність залізничника, відслужив строкову військову службу, працював на будівництві, їздив на заробітки за кордон.
2014 року став на захист України, протягом останніх п'яти років проходив службу у 4-й бригаді оперативного призначення «Рубіж» НГУ. Брав участь в АТО/ООС на Сході України, а від 24 лютого 2022-го — у відсічі повномасштабного вторгнення військ РФ в Україну.
26 лютого 2022 року головний сержант Носенко у складі батальйонної тактичної групи на околицях смт Трьохізбенка Щастинського р-ну Луганської обл. близько трьох годин стримував наступ ворожої колони з 16 танків Т-72 та 2 бронемашин, координуючи роботу вогневих засобів для відбиття атаки противника й особисто організовуючи прикриття відходу українських військових. 
Воював також поблизу смт Новоайдар Щастинського р-ну та м. Сєвєродонецька. 6 квітня вирушив на територію Рубіжанського картонно-тарного комбінату, де впав український квадрокоптер, і раптом виявив там російську військову базу. Під час нерівного бою Микола загинув, однак по радіостанції встиг повідомити українських артилеристів. Завдяки наданим ним координатам було знищено близько 50 окупантів, 2 бронетранспортери, 3 бронеавтомобілі та паливозаправник.

## Нагороди
- звання «Герой України» з удостоєнням ордена «Золота Зірка» (2022, посмертно) — за особисту мужність і героїзм, виявлені у захисті державного суверенітету та територіальної цілісності України, вірність військовій присязі[1].